# Copelatus ibrahimi
Copelatus ibrahimi is een keversoort uit de familie waterroofkevers (Dytiscidae). De wetenschappelijke naam van de soort is voor het eerst geldig gepubliceerd in 2000 door Zalat, Saleh, Angus & Kaschef.